# Okaya (Nagano)
Pour les articles homonymes, voir Okaya (homonymie).
Okaya (岡谷市, Okaya-shi) est une ville située dans la préfecture de Nagano, sur l'île de Honshū, au Japon.

## Géographie

### Situation
Okaya est située dans le centre de la préfecture de Nagano.

### Démographie
En juin 2022, la population d'Okaya était de 46 686 habitants répartis sur une superficie de 85,10 km2.

### Climat
La ville a un climat caractérisé par des étés chauds et humides et des hivers relativement doux. Les températures sont les plus élevées en moyenne en août, autour de 22 °C, et les plus basses en janvier, autour de −3,9 °C. La pluviométrie annuelle moyenne est de 1 640 mm, septembre étant le mois le plus humide.

### Hydrographie
Le lac Suwa est situé au sud-est d'Okaya. Le cours du fleuve Tenryū passe dans le sud de la ville.

## Histoire
La région d'Okaya faisait partie de l'ancienne province de Shinano. Le village moderne de Hirano a été créé le 1er avril 1889. Hirano a été directement élevé au statut de ville le 1er avril 1936 et a été rebaptisé Okaya.

## Transports
La ville est desservie par la ligne Chūō de la compagnie JR East. La gare d'Okaya est la principale gare de la ville.

## Jumelage
Okaya est jumelée avec Mount Pleasant aux États-Unis.